# Знайти Едем
«Знайти Едем» (рос. Найти Эдем) — науково-фантастичний роман українського російськомовного письменника Олексія Корепанова. Роман уперше опублікований російською мовою у московському видавництві АСТ у 1996 році у однойменній збірці творів автора. Українською мовою роман уперше надрукований у 2004 році у видавництві «Зелений пес» у серії «Алфізика». У романі на фоні фантастичного сюжету — насильницького переселення із Землі майбутнього усього людства надмогутньою цивілізацією, оскільки люди спричинились до катастрофічного екологічного забруднення навколишнього середовища, зробивши його непридатним для проживання, та намагання головного героя книги знайти дорогу на Землю — висловлюються власні філософські роздуми автора про майбутнє людської цивілізації та тривога за майбутнє нашої планети.

## Сюжет роману
Головний герой роману Павло Корнілов живе в незвичайному світі, який значно відрізняється від Землі. Люди в ньому живуть на невеликій території у приблизно двадцяти містечках і селищах, за якими розпочинаються непрохідні ліси і болота. Географічні назви у цьому світі відповідають земним (річка Йордан, озеро Балатон, міста Єрусалим і Лондон), хоча їх походження незрозуміле для більшості людей. Усі люди говорять однією мовою (з логіки роману та за іменами більшості його героїв це російська мова). Усі люди зобов'язані відвідувати храм Творця цього світу. Тривалість життя людей дуже велика, більше 100 років, проте в цьому світі стало великою рідкістю народження дітей. Більшість вільного часу від обов'язкової суспільно корисної роботи люди проводять у шинках, не займаються мистецтвом, винахідництвом, та не хочуть ніяких змін у житті. За порядком у містах наглядає спеціальний Страж, який носить одяг визначеного для кожного окремого міста кольору (у рідному місті Павла чорного, в інших містах зеленого, лілового, жовтого та інших кольорів). Сам Павло Корнілов значно відрізняється від решти людей. У дитинстві він зазнав нападу болотяного ведмедя, після чого довго лікувався та на тривалий час втратив мову. Вилікував його місцевий чаклун, який зауважив, що Павло має надприродні здібності, може лікувати людей, переміщувати силою думки предмети, та запропонував Павлу стати його помічником. Проте Павло відмовився, і вирішив бути як усі люди, які мали відпрацьовувати певну кількість днів на суспільно корисних роботах, а решту часу відпочивати, причому свої дні відпочинку Павло використовував для подорожей та вивчення навколишнього світу. Окрім того, хлопець багато читав, проте в книжках, у тому числі Біблії, описувався якийсь незнайомий йому світ. Поступово Павло приходить до висновку, що світ, у якому він живе, не є рідним для людей, а вони з якоюсь невідомою метою були переселені Творцем, імовірно за допомогою Стражів на іншу планету. Він починає відкрито висловлювати ці думки іншим людям, проте він швидко отримує попередження від Стража, що такі думки є забороненими. Після продовження висловлення цих думок відкрито на Павла нападають інші люди, яких він вважав своїми друзями, проте йому вдається від них утекти. Павло розуміє, що цей напад організував Страж, який якимсь чином зумів навіяти його друзям думки, що Павло є ворогом Творця. Далі під час своїх блукань по лісі Павло помічає Чорного Стража, який входить до фактично єдиного забороненого місця на цій планеті для людей — так званих Зачарованих Дерев. Хлопець вирішує йти за Стражем, і, незважаючи на навіюваний непереборний страх, зумів підійти до цих дерев, після чого ніби провалився в якийсь отвір.
Після провалу в отвір Павло потрапив у якесь приміщення, вийшовши з якого, він зрозумів, що потрапив у якийсь інший світ, оскільки над головою в нього були два місяці, й малюнок сузір'їв на небі значно відрізнявся від звичного. Павло попрямував до найближчого населеного пункту. Побачивши, що біля стін міста чергують охоронці, він вирішив затриматися, та вивчити обстановку. Він помітив, що в цьому місті говорять іншою мовою (за іменами героїв книги, найімовірніше італійською), звичаї його жителів значно відрізняються від звичаїв його місцевості. Після тривалого вивчення міста на відстані Павло вирішує увійти до нього, однак на вході його арештовують за підозрою у шпигунстві на користь сусіднього міста-держави. У в'язниці його відвідує місцевий страж, який переконує Павла в необхідності забути про пошуки Землі, та обіцяє, що його не стратять як шпигуна сусіднього міста-держави. Проте за кілька годин до місця утримання Павла заходять двоє стражників із недвозначним наміром убити хлопця. Проте Павлу вдається за допомогою своїх надприродних здібностей справитися із охоронцями та втекти з в'язниці. Після цього він покидає місто через влаштований за допомогою своїх надприродних здібностей пролом у міській стіні, та знову входить до міжпросторового тунелю. Після цього він потрапляє у світ, де немає людей узагалі (ймовірно, вони в цьому світі вимерли), а також немає Стражів. Далі Павло потрапляє у світ, у якому він виявляє, що там проводяться ритуальні спалювання людей. Він від сторожа місця ритуальних спалювань дізнається, що наступною жертвою спалювання має стати молода дівчина на ім'я Джудіт Шерілл. Павло вирішує врятувати її від спалювання, одночасно за допомогою своїх надприродних здібностей змушує припинити жителів цього світу ритуальні спалювання. Далі Павло продовжує пошуки Землі разом із Джудіт. Молоді люди закохуються одне в одного. Далі молоді люди потрапляють у світ, подібний до світу Павла, де також розмовляють російською мовою. Павло вирішує поговорити з місцевим Стражем, і той повідомляє хлопцеві, що для людей дорогу на Землю закрито за наказом якихось вищих істот. Павло нападає на Стража, і пошкоджує його, виявляючи, що його внутрішня будова значно відрізняється від будови людини. Після цього місцеві жителі, які відчули щось недобре в Храмі Творців, заарештовують Павла та засуджують його до смертної кари через утоплення. Одночасно місцеві жителі заарештовують і Джудіт, та ув'язнюють її в закладі, схожому на жіночий монастир. Павлу вдається обдурити місцевих жителів, і він, зумівши вибратись із річки неушкодженим, зумів визволити із ув'язнення і Джудіт. Далі вони вирішують знову поговорити зі Стражем з іншого міста. Той спочатку відмовляється давати ключ до повернення на Землю Павлові, мотивуючи це тим, що для цього ще не настав час, а сам він є лише біороботом, який поставлений для спостереження за людьми у визначеному місті. На самій Землі Стражів немає, оскільки там немає людей, яких переселили на інші планети за наказом якихось невідомих вищих істот. При отриманні спеціального сигналу Стражі мають повернути людей на Землю. Павло примушує Стража пропустити його з Джудіт на Землю негайно. Він дає Павлу ключа до входу на Землю, і люди входять у просторовий тунель до Землі.
Прибувши на землю, Павло і Джудіт виявляють, що на Землі дійсно немає людей, є лише тварини, птахи, риби та інші живі істоти. Вони також бачать залишки якихось споруд, давно покинутих людьми, що поступово руйнуються. Далі люди бачать здалеку свої копії, які поступово до них наближаються. Після наближення копія Павла повідомляє, що вона є Спостерігачем за планетою, з якої багато років тому якісь неназвані іншопланетні істоти вимушені були виселити людей, оскільки вони спричинились до катастрофічного погіршення стану навколишнього середовища. Люди мають повернутись на Землю лише після покращення екологічного стану планети, для визначення цього Спостерігачі та Стражі отримають спеціальний сигнал. Щоб інші люди не потрапили на Землю, спостерігач вимушений був знищити ключ Павла і Джудіт, і тепер вони не можуть ні покинути Землі, ні дати дорогу на неї іншим людям. У кінці роману Павло вирішує продовжити пошуки шляху для якнайскорішого повернення людей на Землю.

## Номінації на премії
У 2005 році роман «Знайти Едем» номінувався на премію «Портал» на кращу україномовну книгу, проте поступився роману Яни Дубинянської «Козли».